# Oranjepolder (Biervliet)
De Oranjepolder is een polder tussen Biervliet en IJzendijke, behorende tot de Polders rond Biervliet, in de Nederlandse provincie Zeeland.
De polder werd gevormd door indijking van de schorren ten westen van de Geertruidapolder. Dit geschiedde in 1619, waarbij een polder van 413 ha ontstond. De polder is vernoemd naar het Huis Oranje.
De polder wordt in het noorden begrensd door de IJzendijkse Weg en in het zuiden door de Nolleweg, terwijl de Middenweg de polder doorsnijdt. Boerderijen in deze polder hebben namen als Halfweg en Welmeenendheid. Ook de grens tussen de gemeenten Terneuzen en Sluis.